# Forman Glacier
Forman Glacier är en glaciär i Antarktis. Den ligger i Västantarktis. Nya Zeeland gör anspråk på området. Forman Glacier ligger 1 275 meter över havet.
Terrängen runt Forman Glacier är kuperad åt sydväst, men åt nordost är den bergig. Trakten är obefolkad. Det finns inga samhällen i närheten.